# Madagassische Fußballnationalmannschaft
Die madagassische Fußballnationalmannschaft, auch „Barea“ (dialektale Bezeichnung für die heimischen Buckelrinder) genannt, ist das Fußball-Nationalteam von Madagaskar. Es wird durch die Fédération Malagasy de Football betreut und hat bisher noch nie an einer Weltmeisterschaft teilgenommen. 2019 nahm die Mannschaft erstmals an einer Afrikameisterschaft teil und schied dort überraschend erst im Viertelfinale aus.

## Turniere

### Weltmeisterschaft
- 1974: zurückgezogen
- 1978: nicht teilgenommen
- 1982 und 1986: nicht qualifiziert
- 1990: nicht teilgenommen
- 1994 bis 2022: nicht qualifiziert

### Afrikameisterschaft
- 1972: nicht qualifiziert
- 1974: nicht qualifiziert
- 1976: zurückgezogen
- 1978: nicht teilgenommen
- 1980 bis 1988: nicht qualifiziert
- 1990: zurückgezogen
- 1992: nicht qualifiziert
- 1994: nicht teilgenommen
- 1996: zurückgezogen während der Qualifikation
- 1998: ausgeschlossen als Strafe für den Rückzug 1996
- 2002 bis 2017: nicht qualifiziert
- 2019: Viertelfinale
- 2022 bis 2025: nicht qualifiziert

### Afrikanische Nationenmeisterschaft
- 2009: nicht teilgenommen
- 2011: nicht qualifiziert
- 2014: nicht teilgenommen
- 2016: nicht teilgenommen
- 2018: nicht qualifiziert
- 2021: nicht qualifiziert
- 2023: 3. Platz

### Fußballmeisterschaft des südlichen Afrika (COSAFA Cup)
- 1997: nicht teilgenommen
- 1998: nicht teilgenommen
- 1999: nicht teilgenommen
- 2000: nicht teilgenommen
- 2001: nicht teilgenommen
- 2002: Viertelfinale
- 2003: Viertelfinale
- 2004: nicht qualifiziert
- 2005: nicht qualifiziert
- 2006: nicht qualifiziert
- 2007: nicht qualifiziert
- 2008: Vierter
- 2009: nicht teilgenommen
- 2015: Dritter
- 2016: Vorrunde
- 2017: Vorrunde
- 2018: Vierter
- 2019: nicht teilgenommen
- 2020: Turnier wegen der COVID-19-Pandemie abgesagt
- 2021: zurückgezogen
- 2022: Viertelfinale

### Andere Turniere
- Indian Ocean Games (ausgetragen von 1947 bis 1963)
- 2× Sieger
- 7× 2. Platz
- 3× 3. Platz

- Jeux des Iles de l’Océan Indien (ausgetragen im Vierjahresrhythmus seit 1979)
- 2× Sieger: 1990, 1993
- 2. Platz 1998, 2007
- 3. Platz 1985
- Vorrunde 2003

- Tornoi de l’Océan Indien
- Sieger 1983
- 2. Platz 1981 (gemeinsam mit Mauritius)

## Ausschluss
Die FIFA schloss den Madagassischen Verband am 19. März 2008 aus, wodurch die Zukunft der Nationalmannschaft ungewiss war. Die Suspendierung wurde jedoch am 19. Mai 2008 wieder aufgehoben.

## Rekordspieler
Stand: 18. November 2024
Fettgesetzte Spieler sind noch aktiv.
| #  | Spieler                       | Spiele | Tore | Zeitraum  |
| -- | ----------------------------- | ------ | ---- | --------- |
| 1  | Paulin Voavy                  | 67     | 15   | 2003–     |
| 2  | Mamisoa Razafindrakoto        | 61     | 0    | 1998–2011 |
| 3  | Njiva Rakotoharimalala        | 53     | 14   | 2014–     |
| 4  | Gervais Randrianarisoa        | 51     | 0    | 2005–     |
| 5  | Faneva Andriatsima            | 49     | 14   | 2005–     |
| 5  | Carolus Andriamatsinoro       | 49     | 12   | 2009–     |
| 5  | Jimmy Radafison               | 49     | 0    | 2000–2011 |
| 8  | Ibrahim Amada                 | 47     | 2    | 2008–     |
| 8  | Lalaïna Nomenjanahary         | 47     | 5    | 2006–     |
| 8  | Eric-Julien Rakotondrabe      | 47     | 0    | 1999–2011 |
| 11 | Rado Rasoanaivo               | 40     | 8    | 1992–2003 |
| 11 | Pascal Razakanantenaina       | 40     | 2    | 2007–     |
| 13 | Tobisoa Njakanirina           | 39     | 0    | 2014–2019 |
| 14 | Jean Chrysostome Raharison    | 38     | 0    | 2001–2015 |
| 14 | Jean Dieu-Donné Randrianasolo | 38     | 0    | 2011–2019 |
| 14 | Rayan Raveloson               | 38     | 5    | 2015–     |

| # | Spieler                 | Tore | Spiele | Zeitraum  |
| - | ----------------------- | ---- | ------ | --------- |
| 1 | Paulin Voavy            | 15   | 67     | 2003–     |
| 2 | Faneva Andriatsima      | 14   | 49     | 2005–     |
| 3 | Njiva Rakotoharimalala  | 14   | 53     | 2014–     |
| 4 | Carolus Andriamatsinoro | 12   | 49     | 2009–     |
| 4 | Harry Randrianaivo      | 11   | 21     | 1990–2003 |
| 6 | Ruphin Menakely         | 10   | 25     | 1998–2004 |
| 7 | Rado Rasoanaivo         | 8    | 40     | 1992–2003 |
| 7 | Jeannot Claude Vombola  | 8    | 31     | 2011–2017 |

## Weitere bekannte Spieler
- / Tony Mamodaly (2010–2011)
- / Jérémy Morel (2018–)
- / Thomas Fontaine (2017–)
- / Hakim Abdallah (2020–)
- / Sylvio Ouassiero (2020–)

## Trainer
- Peter Schnittger (1978–1986)
- Jean-Paul Rossignol (2007)
- Jean-Paul Rabier (2010–2011)
- Franck Rajaonarisamba (2011–2016)
- Nicolas Dupuis (2016–2021)
- Éric Rabésandratana (2021–2022)
- Nicolas Dupuis (2022–2023)
- Romuald Rakotondrabe (seit 2023)

## Länderspiele
- Liste der Länderspiele der madagassischen Fußballnationalmannschaft